# أديب صعب
أديب وليم صعب (1945) أكاديمي وفيسلوف ديني وصحفي وشاعر لبناني. ولد في بيروت. تعلّم في معهد الراعي الصالح حتى حصل الشهادة الثانوية ثم الإجازة في الأدب العربي من الجامعة الأميركية في بيروت سنة 1967، ثم دبلوم في التربية‌ والتعليم في العام نفسه، ثم ماجستير في الفلسفة سنة 1969. ثم الدكتوراه في الفسلفة والدراسات الدينيّة من جامعة لندن سنة 1982. عمل في الجامعة الأميركية‌ باحثًا ومحاضرًا منذ 1967، ودرّس الفلسفة في معهد يوحنّا الدمشقي اللاهوتي. عمل في الصحافة في بيروت وباريس. والده هو وليم صعب، أمير الزجل اللبناني، وهو بدأ كتابة الشعر منذ الثالثة عشرة. وله دواوين شعرية عديدة وخمسة كتب متكاملة في فلسفة الدين.

## سيرته
ولد أديب وليم صعب سنة 1945 في بيروت. والده هو الشاعر وليم صعب من الشويفات ووالدته هي المربّية ليندا صايغ من بشامون. نشأ أديب صعب في بيروت وتلقى دراسته الابتدائية والثانوية في مدرسة الراعي الصالح فيها. ثم تابعَ دراسته الجامعية في الجامعة الأميركية في بيروت حيث نال البكالوريوس في الآداب والتربية وإجازة في الأدب العربي سنة 1967 ودبلوم في التربية‌ والتعليم في العام نفسه، ثم الماجستير في الفلسفة. ذهب إلى بريطانيا وتابع في جامعة لندن حيث نال الدكتوراه في الفلسفة والدراسات الدينية سنة 1982. 

عمل في الجامعة الأميركية‌ باحثًا ومحاضرًا منذ 1967، وحاليًّا يدرّس الفلسفة في معهد يوحنّا الدمشقي اللاهوتي، جامعة البلمند. وقد درّس فيه: الفلسفة القديمة والوسيطة والحديثة، فلسفة الدين، تاريخ الأديان، جمالية الكتابة العربية ومنهجية البحث. عمل رئيس تحرير مجلّة «الأزمنة» و رئيس تحرير مشارك في مجلّة «المختار»، وهو عضو اتّحاد الصحافة اللبنانيّة.

## مؤلفاته
من دواوينه الشعرية:
- «قيثارة الضّياء»، 1961
- «أجراس اليوم الثالث»، 1969
- «مملكتي ليست من هذا العالم»، 1981
- «حيث ينبع الكلام»، 2019 [4]
- «الوجه الآخر للكون»، مختارات شعرية ترجمها فريق من أساتذة جامعة بون إلى اللغة الألمانية، 2020

له خمسة كتب متكاملة في فلسفة الدين صدرت عن دار النهار، وأدخلت هذا الموضوع إلى الثقافة العربية المعاصرة:
- «الدين والمجتمع: رؤية مستقبلية»، 1983
- «الأديان الحية: نشوؤها وتطورها»، 1993
- «المقدمة في فلسفة الدين»، 1994
- «	وحدة في التنوع: مَحاور وحِوارات في الفكر الديني»، 2003
- «دراسات نقدية في فلسفة الدين»، 2015

ومن كتبه في النقد الثقافي/الدراسات الحضارية:
- «هموم حضارية في الثقافة والسياسة والنهضة المنشودة»، 2006
- «وليم صعب شاعر القضايا الأزلية»، دراسة أدبية عن شعر والده صدرت في منشورات جامعة البلمند، 2015